# Piper Niven
Kimberly Benson (Kilbirnie, 6 maggio 1991) è una wrestler britannica sotto contratto con la WWE.
In carriera ha detenuto due volte il WWE 24/7 Championship e una volta il WWE Women's Tag Team Championship insieme a Chelsea Green.

## Carriera

### Circuito indipendente (2009–2019)
Kimberly Benson fa il suo debutto nel wrestling nel 2009 all'età di 18 anni lottando per la Scottish Wrestling Alliance. In seguito, si sposta in Giappone iniziando a lottare per la World Wonder Ring Stardom. Nel 2015, divenne la prima Women's ICW World Champion.
Nel 2017, ritorna in Scozia allenandosi nella Glasgow Pro Wrestling Asylum, e nello stesso tempo debutta nella Insane Championship Wrestling.
Nel 2018, fa ritorno nella WOS Wrestling, affrontando Bea Priestley e Kay Lee Ray per il WOS Women's Championship il 4 agosto, match poi vinto da Ray.

### WWE (2017–presente)

#### Mae Young Classic (2017)
Nel 2017, viene annunciata come una delle trentadue concorrenti della prima edizione del Mae Young Classic, dove ha sconfitto al primo turno Santana Garrett il 28 agosto. Il 6 settembre, batte Serena Deeb al secondo turno. La stessa sera, viene sconfitta da Toni Storm nei quarti di finale, terminando la sua avventura nel torneo.

#### NXT UK(2019–2021)
Nel 2019, viene annunciata la firma con la WWE e viene assegnata al roster di NXT UK. Debutta nella puntata di NXT UK del 27 marzo, dove si presenta sulla rampa dopo un match vinto da Rhea Ripley, deridendola, stabilendosi quindi come face. Nella puntata di NXT UK del 10 aprile,  ha sconfitto Killer Kelly; a fine match, arriva Rhea Ripley che cerca di attaccare inutilmente la Niven. Nella puntata di NXT UK del 17 aprile, scaccia Rhea Ripley, che attaccava verbalmente Kacy Catanzaro dopo averla sconfitta. Nella puntata di NXT UK del 1º maggio, Piper ha sconfitto Reina Gonzalez. Nella puntata di NXT UK del 15 maggio, ha sconfitto facilmente Jamie Hayter. Nella puntata di NXT UK del 19 giugno, prende parte alla prima Women's UK Battle Royal dove la vincitrice avrebbe ottenuto un match titolato contro l'NXT UK Women's Champion Toni Storm, ma viene eliminata da Xia Brookside. Nella puntata di NXT UK del 3 luglio, ha sconfitto Rhea Ripley. Nella puntata di NXT UK del 24 luglio Piper Niven, Toni Storm e Xia Brookside sono state sconfitte da Kay Lee Ray, Jazzy Gabert e Jinny. Nella puntata di NXT UK del 7 agosto, Piper e Xia Brookside sono state sconfitte da Jazzy Gabert e Jinny, dopo che la Niven abbandona il ring a causa di un alterco fisico con Rhea Ripley, lasciando Xia in balia delle rivali. Nella puntata di NXT UK del 4 settembre,  è stata sconfitta da Rhea Ripley. Nella puntata di NXT UK del 3 ottobre, ha sconfitto Isla Dawn; successivamente, nel backstage, viene attaccata brutalmente da Jazzy Gabert e Jinny. Nella puntata di NXT UK del 10 ottobre, ha sconfitto Jazzy Gabert, grazie all'aiuto della sua rivale Rhea Ripley che blocca un intervento di Jinny. Nella puntata di NXT UK del 31 ottobre, Piper e Rhea Ripley hanno sconfitto Jazzy Gabert e Jinny.
Nella puntata di NXT UK del 7 novembre, viene mostrato un promo di Piper Niven, la quale afferma di voler puntare alla cintura. Nella puntata di NXT UK del 28 novembre, ha sconfitto Jinny, nonostante le intromissioni di Jazzy Gabert; a fine match, sfida la campionessa Kay Lee Ray che si presenta sulla rampa, ma viene attaccata alle spalle dalla rientrante Toni Storm. Nella puntata di NXT UK del 12 dicembre, sale sul ring cercando di aiutare la rientrante Toni Storm da un attacco di Kay Lee Ray, ma finiscono per azzuffarsi, rissa che viene poi cessata a seguito dell'annuncio quale ad NXT UK TakeOver: Blackpool II Ray difenderà l'NXT UK Women's Championship in un Triple threat match contro Piper e Storm. Nella puntata di NXT UK del 2 gennaio 2020, viene invitata sul ring da Toni Storm, la quale cerca di scusarsi e chiede a Niven di farsi da parte per il match titolato, garantendole una chance per la cintua una volta riconquistata, Piper rifiuta e viene strattonata, attaccando poi la Storm con un headbutt ed iniziando uno scontro fisico, placate poi dall'intervento degli arbitri. Il 12 gennaio, a NXT UK TakeOver: Blackpool II, prende parte al triple threat match valevole per l'NXT UK Women's Championship contro Toni Storm e la campionessa Kay Lee Ray, dove Ray difende la cintura. Nella puntata di NXT UK del 6 febbraio,  ha sconfitto Dani Luna. Nella puntata di NXT UK del 27 febbraio, soccorre Toni Storm dopo la sua sconfitta contro Kay Lee Ray in un "I quit" match valevole per l'NXT UK Women's Championship, dopo che ha pronunciato le parole di resa al secondo tentativo della Ray di double stomp sulla sedia posizionata attorno al collo della Storm. Nella puntata di NXT UK del 19 marzo, salva Dani Luna durante un attacco da parte di Kay Lee Ray, dopo che questa l'ha sconfitta in un match valevole per l'NXT UK Women's Championship. Nella puntata di NXT UK del 26 marzo, appare durante un’intervista in cui afferma che Dani Luna è abbastanza grande e forte da vedersela da sola, ma Kay Lee Ray già le ha distrutto un’amica e non permetterà che questo possa succedere ancora. Nella puntata di NXT UK del 2 aprile, Piper e Dani Luna sono state sconfitte da Jinny e Kay Lee Ray.

#### Varie faide e regni titolati (2021–presente)
Debuttò nel main roster nella puntata di Raw del 14 giugno 2021 dove, accompagnando Eva Marie, sconfisse facilmente Naomi. Successivamente, assunse il ring name "Doudrop" per decisione di Eva Marie. A SummerSlam, si ribellò a Marie, e la sera dopo l'attaccò durante un'intervista nel backstage, sconfiggendola poi poco tempo dopo. Nella puntata di Raw del 27 settembre affrontò Charlotte Flair per il Raw Women's Championship ma, a causa della distrazione di Eva Marie, venne sconfitta. Nella puntata di Raw dell'11 ottobre sconfisse Natalya nei quarti di finale del Queen's Crown Tournament. Nella puntata di Raw del 18 ottobre sconfisse Shayna Baszler nella semifinale del torneo, qualificandosi dunque per la finale del torneo. Il 21 ottobre, a Crown Jewel, affrontò Zelina Vega nella finale del torneo ma venne sconfitta. Il 29 gennaio a Royal Rumble, affrontò Becky Lynch per il Raw Women's Championship ma venne sconfitta. Successivamente conquistò e perse due volte il 24/7 Championship e si alleò con Nikki A.S.H., e le due presero parte ad un torneo per il vacante Women's Tag Team Championship ma vennero eliminate da Alexa Bliss e Asuka nel primo turno, svoltosi a Raw il 15 agosto. Il 4 settembre, a NXT Worlds Collide, Doudrop e Nikki A.S.H. affrontarono Kayden Carter e Katana Chance per l'NXT Women's Tag Team Championship ma vennero sconfitte.
Il 28 gennaio, a Royal Rumble, tornò come "Piper Niven" nell'omonimo incontro entrando col numero 18 e, dopo aver effettuato due eliminazioni, venne eliminata da Raquel Rodriguez. Il 14 agosto, a Raw, prese di prepotenza il posto dell'infortunata Sonya Deville, detentrice del Women's Tag Team Championship con Chelsea Green, diventando la nuova compagna di Green e nuova detentrice del titolo. Nella puntata speciale NXT Halloween Havoc del 31 ottobre Green e Niven difesero le cinture contro Jacy Jayne e Thea Hail. Il 27 novembre, a Raw, Green e Niven mantennero le cinture contro Natalya e Tegan Nox. Nella puntata di Raw del 18 dicembre Green e Niven persero le cinture contro Kayden Carter e Katana Chance dopo 154 giorni di regno. L'8 gennaio, a Raw, provarono a riconquistare le cinture, ma vennero sconfitte. Il 27 gennaio, a Royal Rumble, partecipò all'omonimo incontro entrando col numero 15 ma venne eliminata da Nia Jax.

## Vita privata
Durante la Giornata mondiale dell'orgoglio bisessuale celebrata il 23 settembre 2019, fa coming out dichiarandosi bisessuale. Il 22 novembre, annuncia di essersi fidanzata. Due settimane più tardi, rivela di soffrire della Paralisi di Bell.

## Personaggio

### Mosse finali
- Michinoku Driver
- Snake Bite (Electric chair facebuster)
- Viper Bomb (Vader Bomb)

## Titoli e riconoscimenti
- Alpha Omega Wrestling
  - AOW Women's Championship (1)
- Association Biterroise de Catch
  - ABC Women's Championship (1)
- Fierce Females
  - Fierce Females Championship (1)
- Full Tilt Wrestling
  - FTW Women's Championship (1)
- Insane Championship Wrestling
  - ICW Women's Championship (2)
  - ICW Women's Championship Tournament (2015)
- Preston City Wrestling
  - PCW Women's Championship (1)
- Pro-Wrestling: EVE
  - Pro-Wrestling: EVE Championship (1)
  - Pro-Wrestling: EVE International Championship (1)
- Pro Wrestling Illustrated
  - 37ª tra le 50 wrestler singole nella PWI Female 50 (2017)
- Scottish Wrestling Entertainment
  - SWE Future Division Championship (1)
- Showcase Pro Wrestling
  - Caledonian Cup (2014)
- World of Sport Wrestling
  - WOS Women's Championship (2)
- World Wide Wrestling League
  - W3L Women's Championship (1)
- World Wonder Ring Stardom
  - Artist of Stardom Championship (1) – con HZK e Io Shirai
  - SWA World Championship (1)
  - Trios Tag Team Tournament (2019) – con Bea Priestley e Utami Hayashishita
- WWE
  - WWE 24/7 Championship (2)
  - WWE Women's Tag Team Championship (1) – con Chelsea Green[10]